# Орадя
Ора́дя (рум. Oradea) — город в Румынии в Кришане. По данным переписи 2002 года население около 206 тыс. человек (11-е место в стране).

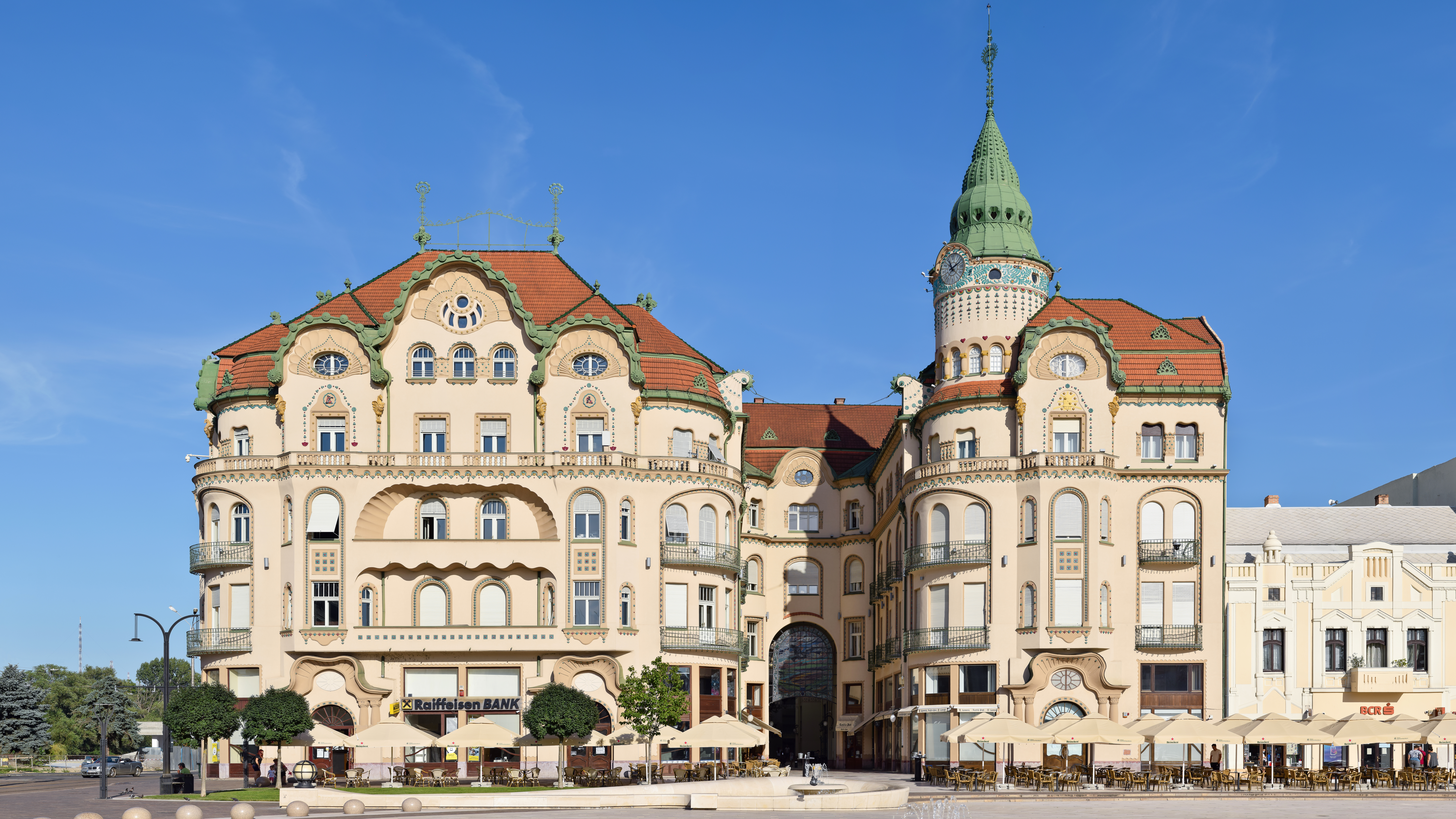
Дворец Чёрного орла

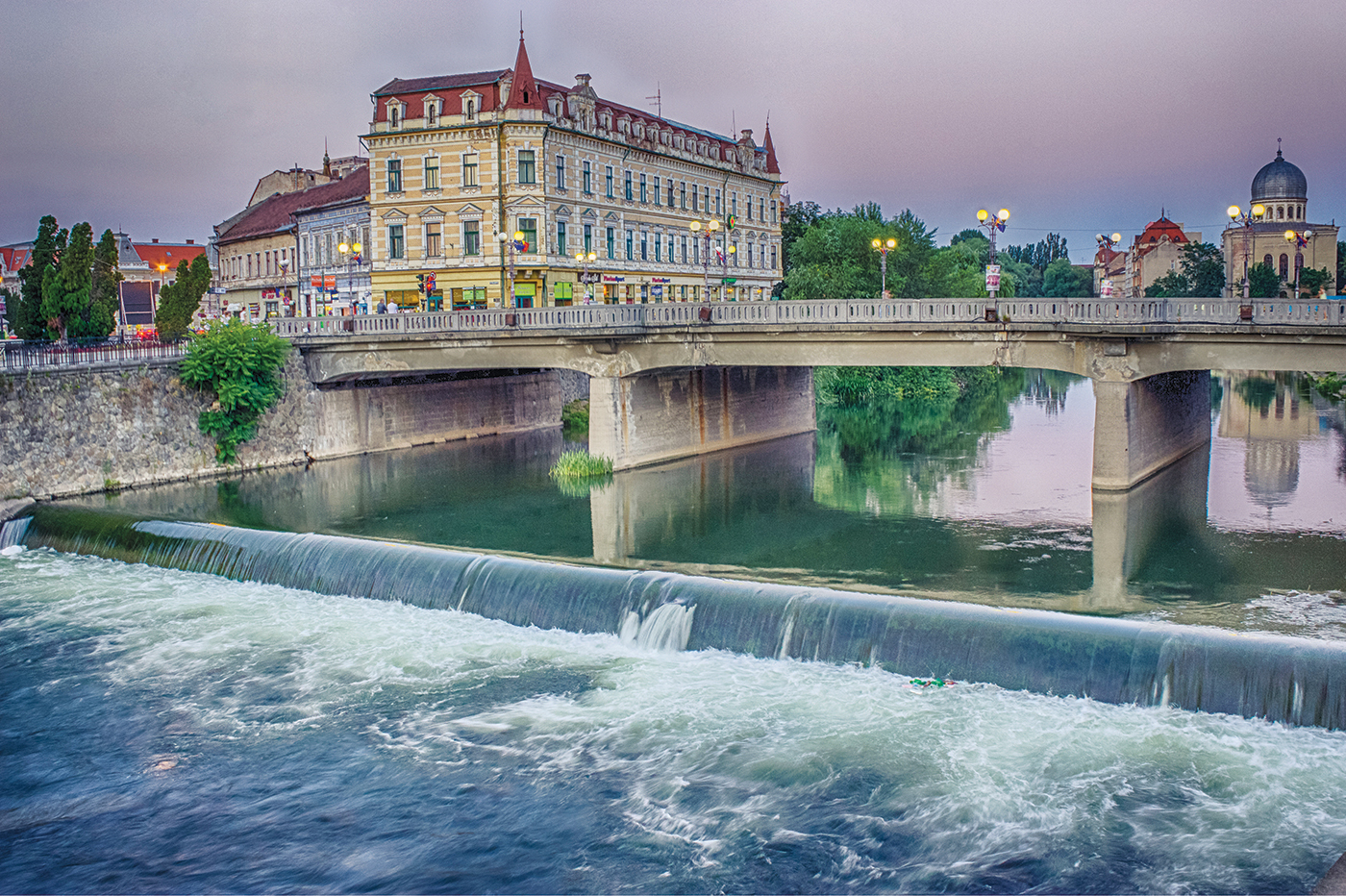
Ладиславский мост

## География
Центр региона Кришана, административный центр уезда Бихор. Город располагается на границе с Венгрией, на Среднедунайской низменности в долине реки Кришул-Репеде (рум. Crişul Repede, венг. Sebes-Körös — Шебеш-Кёрёш).

## История
Впервые Орадя упоминается под латинским названием Варадинум (лат. Varadinum) в 1113 году. Крепость Оради, руины которой сохранились по сей день, впервые упоминалась в 1241 году в связи с приготовлениями к обороне от монголо-татар. Однако, только в XVI веке поселение начало превращаться в город.
В 1538 году здесь был заключён Орадский договор.
В 1700-х годах венский инженер Франц Антон Хиллебрандт спроектировал застройку города в стиле барокко. Начиная с 1752 года в городе было возведено большое число зданий, среди них: Римско-католический собор, Дворец епископа, Музей земли Крис (Muzeul Ţării Crişurilor).
В конце Второй мировой войны город был освобождён 12 октября 1944 года войсками 2-го Украинского фронта в ходе Дебреценской операции.

## Экономика
Орадя долгое время была одним из наиболее преуспевающих городов в Румынии, главным образом благодаря своему местоположению на венгерской границе — она была воротами в Западную Европу. После 1989 года в Оради начались значительные экономические преобразования, развитие сферы услуг.
Уровень безработицы в городе около 6 %, это немного ниже чем в среднем по Румынии, но выше чем в целом в уезде Бихор (2 %). Орадя в настоящее время производит приблизительно 63 % индустриального производства уезда Бихор, составляя приблизительно 34,5 % населения уезда. Главные отрасли промышленности: мебельная, текстильная, обувная и пищевая.

## Транспорт
В городе существует три трамвайных маршрута и несколько автобусных. Три железнодорожные станции. Из Оради трамвай не доезжает до границы 6 км, а городской автобус — 4 км. Международный аэропорт Орадя находится в 5 км к юго-западу от города.

## Этнический состав
- 1910: 69 000 (румын: 5,6 %, венгров: 91,1 %)
- 1920: 72 000 (румын: 5 %, венгров: 92 %)
- 1930: 90 000 (румын: 25 %, венгров: 67 %)
- 1966: 122 634 (румын: 46 %, венгров: 52 %)
- 1977: 170 531 (румын: 53 %, венгров: 45 %)
- 1992: 222 741 (румын: 64 %, венгров: 34 %)

## Архитектура
Старые районы города в основном застроены зданиями в стиле барокко эпохи Австро-Венгерской империи. Окраины города представляют собой постройки времён коммунизма.
В 2002 году многие исторические здания были отреставрированы.

## Города-побратимы
Орадя является городом-побратимом следующих городов:
- Дебрецен, Венгрия (1992)
- Линчёпинг, Швеция (1996)
- Кослада, Испания (2005)
- Гиватаим, Израиль (2005)
- Мантуя, Италия (2005)
- Сейра[фр.], Франция (2008)
- Ивано-Франковск, Украина[2]
- Кошице, Словакия